# Исаева, Наталия Васильевна
Наталия Васильевна Исаева (17 сентября 1954, Кишинёв, Молдавская ССР, СССР — 12 января 2022, Париж, Франция) — советский и российский историк философии и религии, индолог, переводчик; доктор исторических наук, ведущий научный сотрудник Института востоковедения РАН (Отдел истории и культуры Древнего Востока). Автор пятнадцати книг, которые были изданы в России, США, Индии; а также около сотни статей, в том числе и по проблемам современной театральной эстетики. Написано более 40 статей для «Новой философской энциклопедии». Одна из авторов «Большой Российской энциклопедии».
В 2004—2008 году работала деканом (coordinatrice) факультета режиссуры Лионской высшей школы театральных искусств и техник (ENSATT) Кавалер Ордена изящных искусств и литературы Французской Республики. Перевела основные труды Антонена Арто, включая несколько его пьес.

## Биография
Выпускница философского факультета МГУ (год выпуска: 1976). Закончив в 1979 году аспирантуру Института востоковедения РАН, в 1981 году защитила кандидатскую диссертацию на тему «Из истории идейной борьбы в древней и раннесредневековой Индии (Полемика Шанкары с неортодоксальными учениями в комментарии на „Брахма-сутры“ Бадараяны»). В 1998 году состоялась защита её докторской диссертации: «От ранней веданты к кашмирскому шиваизму: Гаудапада, Бхартрихари, Абхинавагупта».
С 1980 года Наталия Васильевна работала ведущим научным сотрудником в отделе истории и культуры Древнего Востока Института востоковедения РАН. В 1993—1994 годах являлась научным сотрудником Вульфсон Колледжа (Оксфорд, Великобритания).
В 2000 году был убит муж Н. В. Исаевой, ректор ГИТИСа и философ С. А. Исаев. Вскоре после этого Наталия Исаева уехала из России и с 2004 года жила в Париже. Преподавала и работала во Франции (Парижский университет, ARTA), Италии, Великобритании (Spalding Fellow, Oxford). Кроме того, с 2001 года сотрудничала с режиссёром и теоретиком театра А. А. Васильевым.

## Научная деятельность
Входит в число индологов-философов (в основном выпускников философских факультетов МГУ и ЛГУ), которые в 1980-е годы внесли существенный вклад в науку, практически произведя прорыв в изучении индийской мысли в нашей стране. Кроме Н. В. Исаевой, это В. П. Андросов, В. Г. Лысенко, В. К. Шохин, A. B. Парибок и A. A. Терентьев.
Н. В. Исаева исследовала труды крупнейших мыслителей древней и раннесредневековой Индии — философа и грамматиста Бхартрихари (около V века н. э.); основателей религиозно-философской школы адвайта-веданты Гаудапады и Шанкары (около VIII в.); представителей кашмирского шиваизма Анандавардханы (IX в) и Абхинавагупты (X—XI вв.)
Наталия Васильевна сделала комментированные переводы с санскрита нескольких комментариев Шанкары к каноническим текстам индуистской философской традиции. В «Полемике Шанкары с неортодоксальными учениями в комментарии на „Брахма-сутры“ Бадараяны» она рассматривает идеи Шанкары с позиций полемики с представителями прочих влиятельных ортодоксальных и неортодоксальных направлений религиозно-философской мысли Индии. Кроме того, Н. В. Исаева сравнивает философские идеи Шанкары и европейских богословов, в частности, Мейстера Экхарта.
Научный труд «От ранней веданты к кашмирскому шиваизму: Гаудапада, Бхартрихари, Абхинавагупта» включает в себя комментированный перевод двух основополагающих текстов ранней веданты: трактата «Мандукья-карики» Гаудапады и раздела «Брахма-канда» из «Вакья-падии» Бхартрихари. В него также входит монографическое исследование, прослеживающее развитие идей ранней веданты и грамматической философии Индии вплоть до теорий кашмирского шиваизма (Анандавардхана, Абхинавагупта).
Кроме того, Н. В. Исаева перевела на русский язык с датского пять основных трактатов Сёрена Кьеркегора, с французского пьесы Маргерит Дюрас, с немецкого книги современного театрального эстетика Ханса-Тиса Лемана «Постдраматический театр».

## Избранная библиография

### Научные труды
- Исаева Н. В. Шанкара и индийская философия. — М.: Наука (ГРВЛ), 1991. — 200 с.
- Исаева Н. В. Из истории идейной борьбы в древней и раннесредневековой Индии (Полемика Шанкары с неортодоксальными учениями в комментарии на «Брахма-сутры» Бадараяны). Автореф.дисс. … к.и.н. — М.: ИВ, 1981.
- Исаева Н. В. Слово, творящее мир. От ранней веданты к кашмирскому шиваизму: Гаудапада, Бхартрихари, Абхинавагупта. — М.: Ладомир, 1996. — 271 с.
- Исаева Н. В. Искусство как проводник. Кашмирский шиваизм: Абхинавагупта и Кшемараджа (в сравнении с некоторыми паратеатральными опытами современности). — СПб.: РХГА, 2014. — 304 с. — ISBN 978-5-88812-625-7.

### Статьи
- Исаева Н. В. Локаята и её идейные противники: к изучению древнеиндийского материализма // Народы Азии и Африки. — 1980. — Т. 2. — С. 83—90.
- Исаева Н. В. Учение локаяты по комментариям Шанкары на «Брахма-сутры» // История и культура Центральной Азии. — М., 1983. — С. 97—111.
- Исаева Н. В. Полемика Шанкары с неортодоксальными учениями в комментарии на «Брахма-сутры» // Вестник древней истории. — 1979. — Т. 4. — С. 126—152.
- Исаева Н. В. Шанкара и неортодоксальные учения // Санскрит и древнеиндийская культура древней истории. — М., 1979. — Vol. 1. — P. 220—231.
- Исаева Н. В. Концепция индивидуальной души в комментариях Шанкары на «Брахма-сутры» // Древняя Индия. Язык, культура, текст. — М., 1985.
- Исаева Н. В. Полемика Шанкары с сарвастивадо // Рационалистическая традиция и современность. Индия. — М., 1988.
- Исаева Н. В. Учение Шанкары как взгляд и хвост (на материале комментария Шанкары к «Брахма-сутрам» Бадараяны I.I.12-19) // История философии. — М., 2000. — Vol. 7. — P. 39—69.
- Исаева Н. В. Шанкара и буддисты в «Комментарии на «Брахма-сутру» // Буддизм: История и культура. — М., 1989.
- Авторы статей раздела: Н. В. Исаева, В. Г. Лысенко, О. В. Мезенцева, В. К. Шохин. Словарь категорий и понятий: Индийская традиция // «Восточная литература» РАН. — М., 2001. — P. 431 — 318—345 с.. — ISBN 5-02-018233-8.

### Переводы
- Шанкара. Избранные комментарии на Брахма-Сутры Бадараяны / пер. с санскр., вступл. и комм. Н. В. Исаевой. — М., 1993.
- Шанкара. «Брахма-сутры». Комментарий Шанкары. Глава II, раздел III / М. Т. Степанянц; пер. Н. В. Исаевой. — Восточная философия. Вводный курс. Избр. тексты. — М., 1997.
- Комментарий Шанкары к «Брахма-сутрам» (1-я сутра) // Народы Азии и Африки  / Пер. и комм. Н. В. Исаевой. — 1983. — Vol. 4.
- Адвайта и пурва-миманса. Комментарий Шанкары к 4-й сутре Бадараяны. // Народы Азии и Африки  / Пер. и комм. Н. В. Исаевой. — 1985. — Vol. 6.
- Сёрен Кьеркегор. Страх и трепет. Диалектическая лирика Иоханнеса де Силенцио / Пер. Н. В. Исаевой и С. А. Исаева. — М.: Республика, 1993.
- Сёрен Кьеркегор. Понятие страха. Простое, психологически намеченное размышление в направлении догматической проблемы первородного греха. Написано Вигилием Хауфниенсием / Пер. и комм. Н. В. Исаевой, С. А. Исаева. — М.: Республика, 1993.
- Сёрен Кьеркегор. Болезнь к смерти / Пер. Н. В. Исаевой, С. А. Исаева. — М.: Академический проект, 2019. — 157 с. — ISBN 978-5-8291-1912-6.
- Сёрен Кьеркегор. Заключительное ненаучное послесловие к Философским крохам / Пер. Н. В. Исаевой, С. А. Исаева. — М.: Академический проект, 2012. — 607 с. — ISBN 978-5-8291-1406-0.
- Сёрен Кьеркегор. Или — или / Пер. Н. В. Исаевой, С. А. Исаева. — СПб.: РХГА. Амфора, 2011. — 822 с. — ISBN 978-5-88812-399-7.
- Ханс-Тис Леман. Постдраматический театр. Пер. Н.В. Исаевой. — М.: ABCdesign, 2012. — 312 с. — ISBN 978-5-4330-0024-7.

### Переводы на иностранные языки
- Natalia Isayeva. Shankara and Indian Philosophy. — SUNY Series in Religious Studies. — ISBN 978-0791412824.
- Natalia Isayeva. From Early Vedanta to Kashmir Shaivism: Gaudapada, Bhartrhari, and Abhinavagupta. — SUNY Series in Religious Studies. — ISBN 978-0791424506.